# رودريك د. بوش
رودريك د. بوش (بالإنجليزية: Roderick D. Bush)‏ هو فيلسوف أمريكي، ولد في 12 نوفمبر 1945، وتوفي في 5 ديسمبر 2013.